# شهری‌ست پر ظریفان وز هر طرف نگاری
غزلی با مطلع «شهریست پر ظریفان وز هر طرف نگاری»، غزل شمارهٔ ۴۴۴ از دیوانِ حافظ در تصحیحِ محمد قزوینی و قاسم غنی است.

## در اجراها
محمدرضا شجریان در برنامهٔ شمارهٔ ۲۴۸ از مجموعهٔ برگ سبز این غزل را در دستگاهِ چهارگاه اجرا کرده‌است.